# Морской вокзал (Санкт-Петербург)

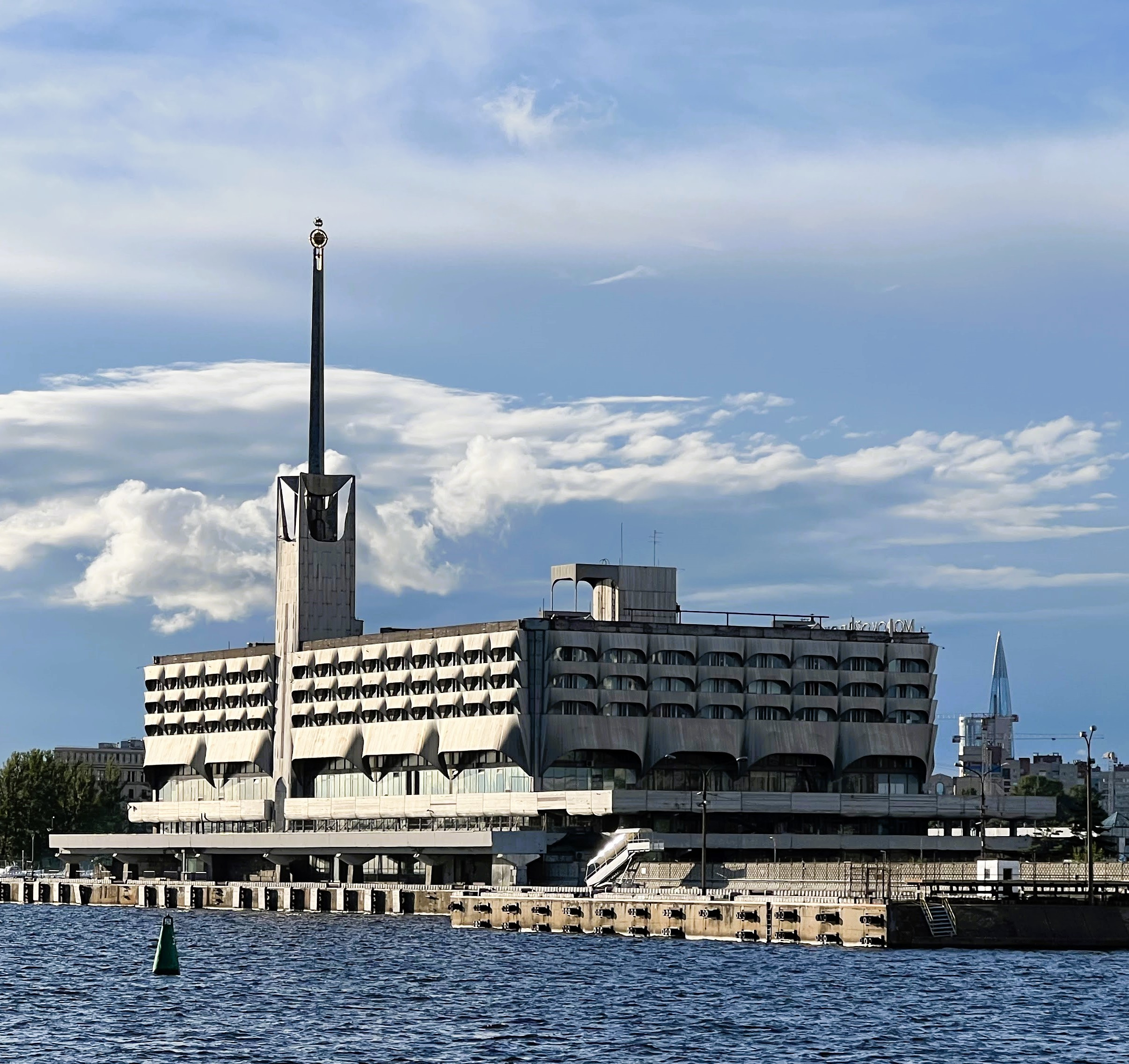
Морской вокзал со стороны Невы

Морско́й вокза́л — причальный комплекс в Санкт-Петербурге, открытый в 1982 году специально для приема и обработки круизных и паромных грузопассажирских судов. Вокзал расположен на западной оконечности Васильевского острова, по адресу: площадь Морской Славы, дом 1. Комплекс включает в себя пять причалов, место для пограничного и таможенного досмотра, ресторан, гостиницу и конференц-комплекс. Является пассажирским терминалом Большого порта Санкт-Петербург и функционально расширяется за счёт соседнего проекта «Морской фасад».

## История

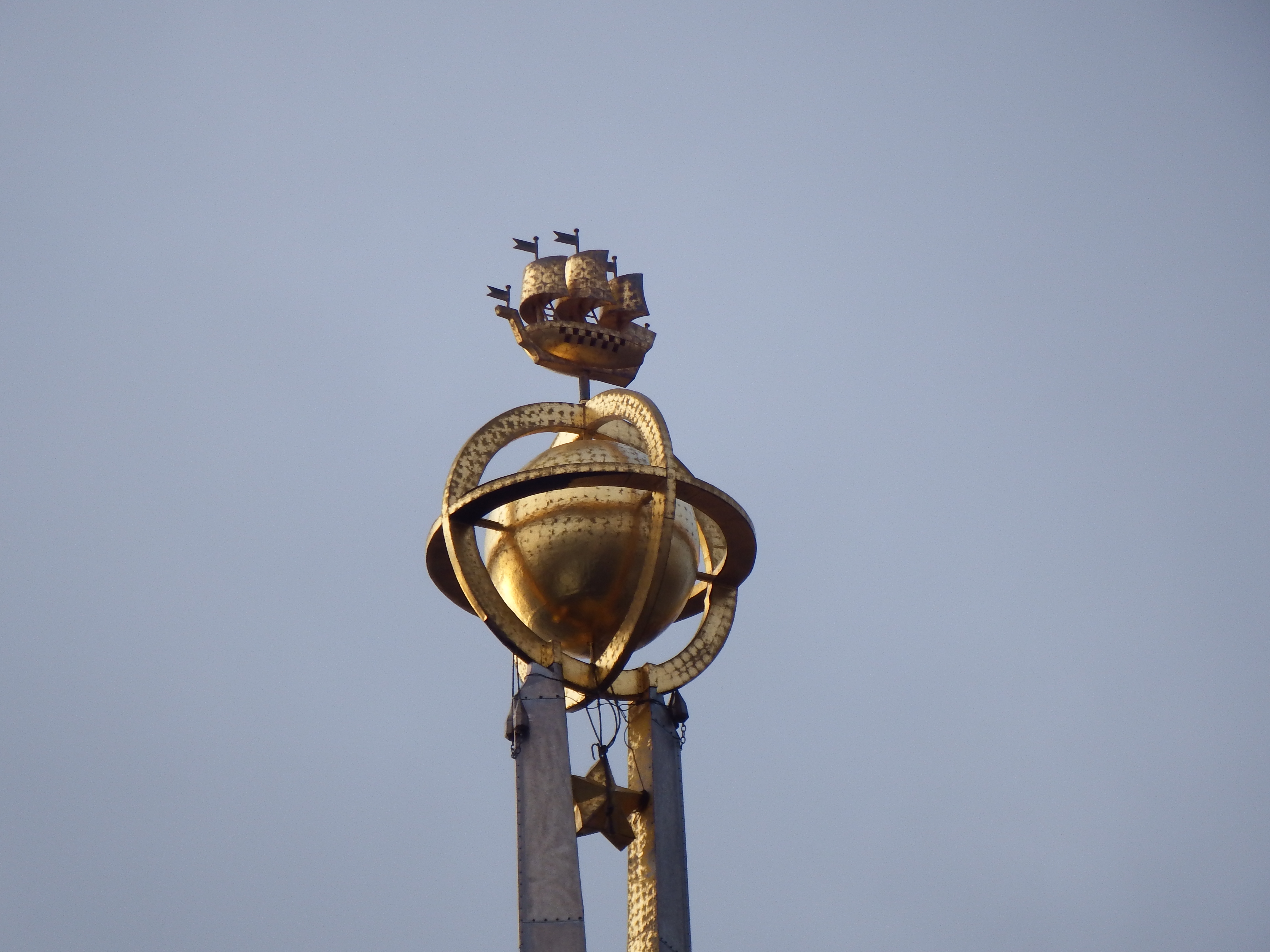
Кораблик на шпиле Морского вокзала

В момент появления функциональной необходимости в строительстве терминала стояли задачи создания впечатляющих морских ворот города наподобие воздушным (аэропорту Пулково), и в целом создание ансамбля морского фасада, в котором отдельные здания должны были сочетаться с высотными (не реализованными) доминантами. Согласно проектному заданию, морской вокзал должен был занять 30-35 тысяч кубометров.
Первый проект был разработан Сергеем Сперанским и Владимиром Масловым в 1958 году, в проект был включён ансамбль площади с речным вокзалом, гостиницей, монументом Дружбе народов и отдельно стоящим шпилем из нержавеющей стали с рострами; сохранившиеся поблизости здания 1910—1914 годов предполагалось отреставрировать и на контрасте с архитектурой вокзала ярко окрасить. В здании морского вокзала 55×55 м был таможенный зал, ресторан, зал ожидания с эстрадой, вспарушенная оболочка из армоцемента опиралась на четыре точки по углам (что было сложнее со строительной точки зрения, чем что-либо из реализованных в те годы проектов).
В 1960 году состоялся конкурс, на который было подано 19 проектов (среди участников были Виталий Сохин, Сергей Васильковский, Игорь Явейн, наконец, В. Михайловский и А. Белорусов, которым поручили дальнейшее проектирование, так и не принятое к строительству).
Здание вокзала в стиле советского модернизма было построено в 1973—1983 годах по проекту архитекторов В. А. Сохина, Л. В. Калягина, М. Захарова, Е. Шумовой, Г. Федосеевой, В. Виноградовой, М. Фёдоровой и инженеров А. Нелипы, Ж. Лейва, В. Голубева. В. А. Сохин специально ездил в командировку по портовым городам Европы, чтобы перенять опыт, но его выводом было — «оказывается, нигде в мире морских вокзалов не строят»; в итоге типология была изобретена проектировщиками. Стены вокзала облицованы объемными панелями, имеющими форму парусов, на 78-метровом титановом шпиле изображен корабль. Паруса изначально оспаривались (преимущественно Николаем Барановым), «крупноразмерные железобетонные панели двоякой кривизны … служат лишь декоративным украшением … и приводят к затратам около 3 млн руб. … носит чуждый этому городу формально-литературный характер»; но для авторов паруса были связаны как с парусным флотом, так и с изгибами кроншпицев Галерной гавани, поэтому они отстояли их, хотя и упростили форму для большего удобства изготовления, а также в итоге сделали не железобетонными, а легкопанельными с алюминиевым покрытием; в итоге критики хвалили их функциональность, так как «паруса» ограждают балконы и скрывают воздухозаборы технического этажа. В финальной части проектирования лестнице на центральном атриуме придали вид буруна.
Виталий Сохин, Александр Нелипа и инженер-строитель Александр Федорович получили за эту постройку в 1984 году государственную премию. В апреле 2005 года КГИОП подготовил распоряжение о включении Морского вокзала в перечень выявленных объектов культурного наследия Санкт-Петербурга, 13 мая документ был утверждён.
Изначально здание строилось для Балтийского морского пароходства и одновременно служило как вокзалом для прибывающих морем гостей, так и межрейсовой базой для моряков пароходства. На Морской вокзал прибывали суда из Германии, Финляндии и Швеции. С реорганизацией Балтийского морского пароходства здание перешло в собственность города. В 1997 году было образовано ЗАО «Морской вокзал», в которое входят фирмы «Балтийские транспортные системы» (грузовые и грузопассажирские перевозки) и «Балтик-Лайн» (пассажирские перевозки и туристические услуги). Также на месте межрейсовой базы была размещена гостиница «Морская» (позже — гостиница «Морской Вокзал», а сейчас — гостиница «Поло Регата Отель»).

## Современное состояние

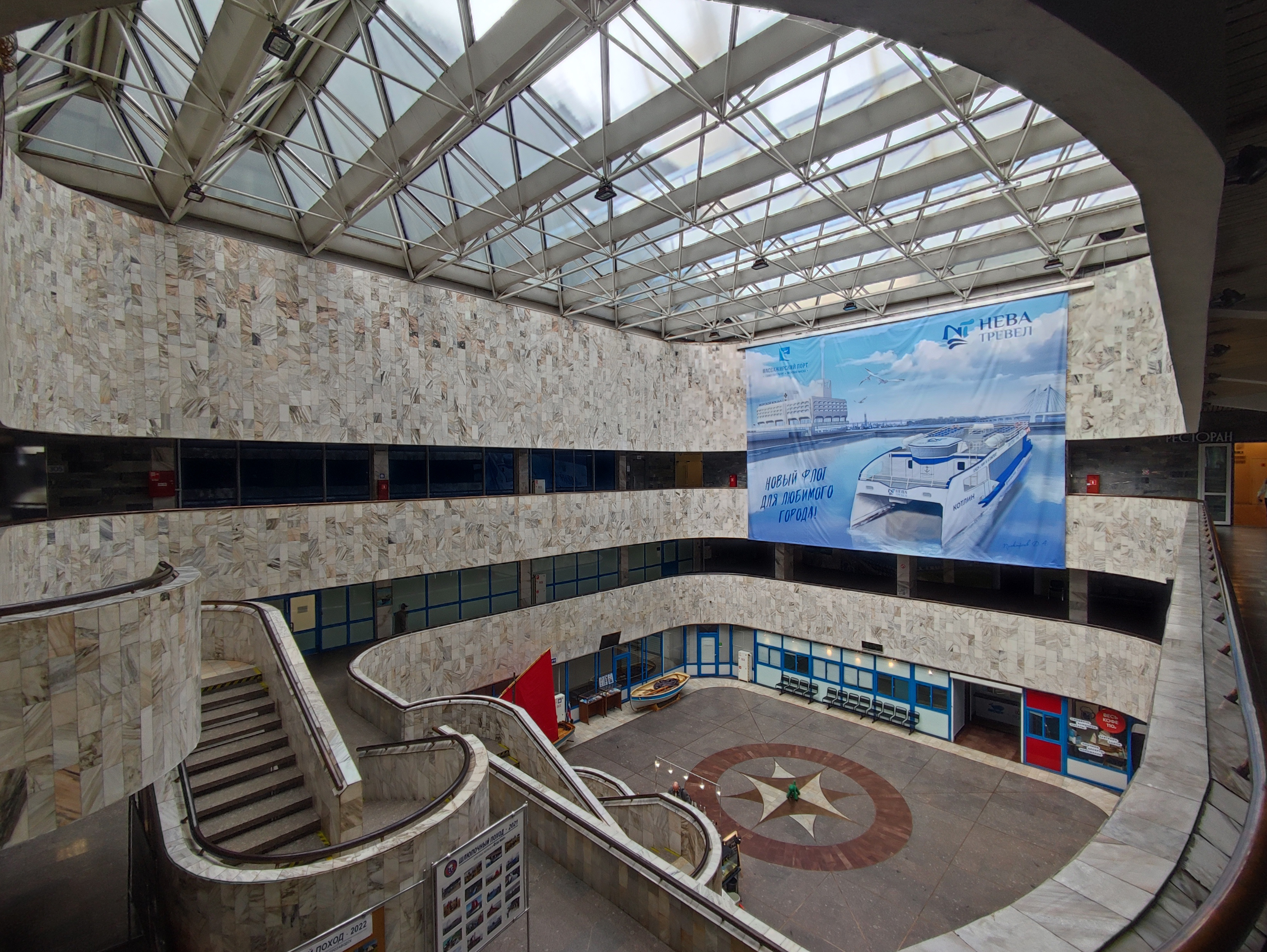
Интерьер Морского вокзала

### Здание
Здание имеет 7 этажей. На 7 этаже размещена гостиница Polo Regatta Hotel, 5-й и 6-й этажи занимает бизнес-центр, 4-й этаж — технический, 3-й — зона бытового обслуживания, 2-й занимают сотрудники вокзала, 1-й — таможенная и пограничная службы. Совмещение вокзала с гостиницей для моряков было сделано для большей заметности здания с моря.
Перед вокзалом для разведения потоков, как в аэропорту, сделана двухъярусная площадь.

### Характеристики
Суммарная длина причалов составляет 720 м, глубина у причалов — до 9 м. Вследствие этого Морской вокзал способен принимать практически любые суда, включая крупнотоннажные. Также на двух причалах из пяти установлен пандус для паромных судов. По своим техническим возможностям комплекс «Морской вокзал» способен принять до 1 млн пассажиров, прибывающих морем. Но из-за особенностей построенного в конце XIX века морского канала, ведущего в порт, суда длиной более 200 м не могут подойти к причалам Морского вокзала. Круизные и паромные суда принимаются на причалах нового Морского пассажирского порта.
Терминал и гостиница по состоянию на 2023 год работали плохо, собирая негативные отзывы. С 2021 года планировалась реконструкция с созданием четырёхзвёздочного отеля и медиацентра.

### Принимаемые суда
По состоянию на январь 2016 года Морской вокзал является местом отправления и прибытия паромов «Princess Maria» (Санкт-Петербург — Хельсинки) и «Princess Anastasia» (Санкт-Петербург — Хельсинки — Стокгольм — Таллин — Санкт-Петербург) компании St. Peter Line. В период навигации 2011 года оба парома планировалось перевести на Морской пассажирский терминал на территории Морского Фасада, но эти планы реализованы не были (судно «Princess Maria» некоторое время отправлялось с нового порта, но было возвращено на Морской вокзал).
В 2003—2010 годах с Морского вокзала регулярно отправлялся паром «Георг Отс» в Калининград. В 2010 году паромная переправа до Калининграда была закрыта, а паром «Георг Отс» был переведен для работы во Владивосток.